# ADO Den Haag
Az ADO Den Haag egy holland futballklub Hágában. Két nagy riválisa az Ajax és a Feyenoord.

## Története
A klubot 1905-ben alapították.A csapat 1942-ben és 1943-ban megnyerte a KNVB kupát.

## Jelenlegi keret
| #  |               | Poszt | Név                                              |
| -- | ------------- | ----- | ------------------------------------------------ |
| 1  | hollandia     | K     | Boy Waterman (kölcsönben az AZ-zól)              |
| 2  | Marokkó       | V     | Ahmed Ammi                                       |
| 3  | hollandia     | V     | Christian Kum                                    |
| 4  | Portugália    | V     | Virgilio Teixeira                                |
| 5  | hollandia     | V     | Mitchell Pique                                   |
| 6  | Szerbia       | KP    | Aleksandar Ranković (csapatkapitány)             |
| 7  | hollandia     | CS    | Yuri Cornelisse                                  |
| 8  | hollandia     | KP    | Pascal Bosschaart                                |
| 9  | hollandia     | CS    | Rick Hoogendorp (kölcsönben a VfL Wolfsburg-tól) |
| 10 | hollandia     | KP    | Richard Knopper                                  |
| 11 | hollandia     | CS    | Wesley Verhoek                                   |
| 12 | hollandia     | KP    | Ekrem Kahya                                      |
| 15 | Franciaország | CS    | Karim Soltani                                    |
| 16 | hollandia     | CS    | Berry Powel                                      |
| 17 | Belgium       | V     | Timothy Derijck                                  |

| #  |            | Poszt | Név                                             |
| -- | ---------- | ----- | ----------------------------------------------- |
| 18 | Belgium    | KP    | Tim de Meersman                                 |
| 19 | Montenegró | CS    | Bogdan Milić                                    |
| 20 | Belgium    | CS    | Fabio Caracciolo                                |
| 22 | hollandia  | K     | Robert Zwinkels                                 |
| 23 | hollandia  | KP    | Mike de Geer                                    |
| 24 | hollandia  | V     | Samir El Moussaoui                              |
| 25 | hollandia  | KP    | Danny Buijs (kölcsönben a Feyenoord-tól)        |
| 26 | hollandia  | K     | Gino Coutinho                                   |
| 28 | hollandia  | KP    | Lex Immers                                      |
| 30 | Szlovákia  | V     | Horváth Csaba (kölcsönben az FK AS Trenčín-tól) |
| 31 | hollandia  | CS    | Remco Klaasse                                   |
| 33 | hollandia  | KP    | Leroy Resodihardjo                              |
| 35 | hollandia  | V     | Joel Tilemma                                    |
| 40 | hollandia  | KP    | Kai van Hese                                    |
| 43 | hollandia  | CS    | Santy Hulst                                     |

## Híres játékosok
| Hollandia - Dick Advocaat - Ferrie Bodde - Dorus de Vries - Bram Appel - Romeo Castelen - Mick Clavan - Johnny Dusbaba - Hans Galjé - Oeki Hoekema - Rick Hoogendorp - Peter Houtman - Henk Houwaart - Martin Jol - John de Jong - Aad de Jong - Aad Kila - Joop Korevaar - Wim Landman | - Harry van der Laan - Henk van Leeuwen - Tscheu La Ling - Woody Louwerens - Aad Mansveld - Michael Mols - Rob Ouwehand - Sjaak Polak - Sjaak Roggeveen - Lex Schoenmaker - Carol Schuurman - Jeffrey Talan - Wim Tap - Theo Timmermans - Marciano Vink - Simon van Vliet - Mauk Weber - André Wetzel - Piet de Zoete |

## Edzők
- Franz Gutkas (1954–1955)
- Rinus Loof (1955–1962)
- Ernst Happel (1962–1969)
- Vaclav Jezek (1969–1972)
- Vujadin Boškov (1974–1976)
- Anton Malatinský (1976–1978)
- Piet de Visser (1978–1980)
- Hans Kraay (1980–1981)
- Cor van der Hart (1981–1983)
- Rob Baan (1983–1986)
- Pim van de Meent (1986–1988)
- Co Adriaanse (1988–1991)
- Nol de Ruiter (1992–1994)
- Lex Schoenmaker (1994–1995)
- Theo Verlangen (1995–1996)
- Mark Wotte (1996–1998)
- André Hoekstra (1998–1999)
- Rinus Israël (2001–2004)
- Frans Adelaar (2004–2006)
- Lex Schoenmaker (2006–2007)
- Wiljan Vloet (2007–2008)
- André Wetzel (2008–2009)
- Raymond Atteveld (2009–)

## Trófeák
- Eredivisie 1941–42, 1942–43
- Holland labdarúgókupa 1967–68, 1974–75
- Eerste Divisie 1985–86, 2002–03